# Amphicoma florentini
Amphicoma florentini är en skalbaggsart som beskrevs av Leon Fairmaire 1893. Amphicoma florentini ingår i släktet Amphicoma och familjen Glaphyridae. Inga underarter finns listade i Catalogue of Life.